# Fundacja „Lux Veritatis”

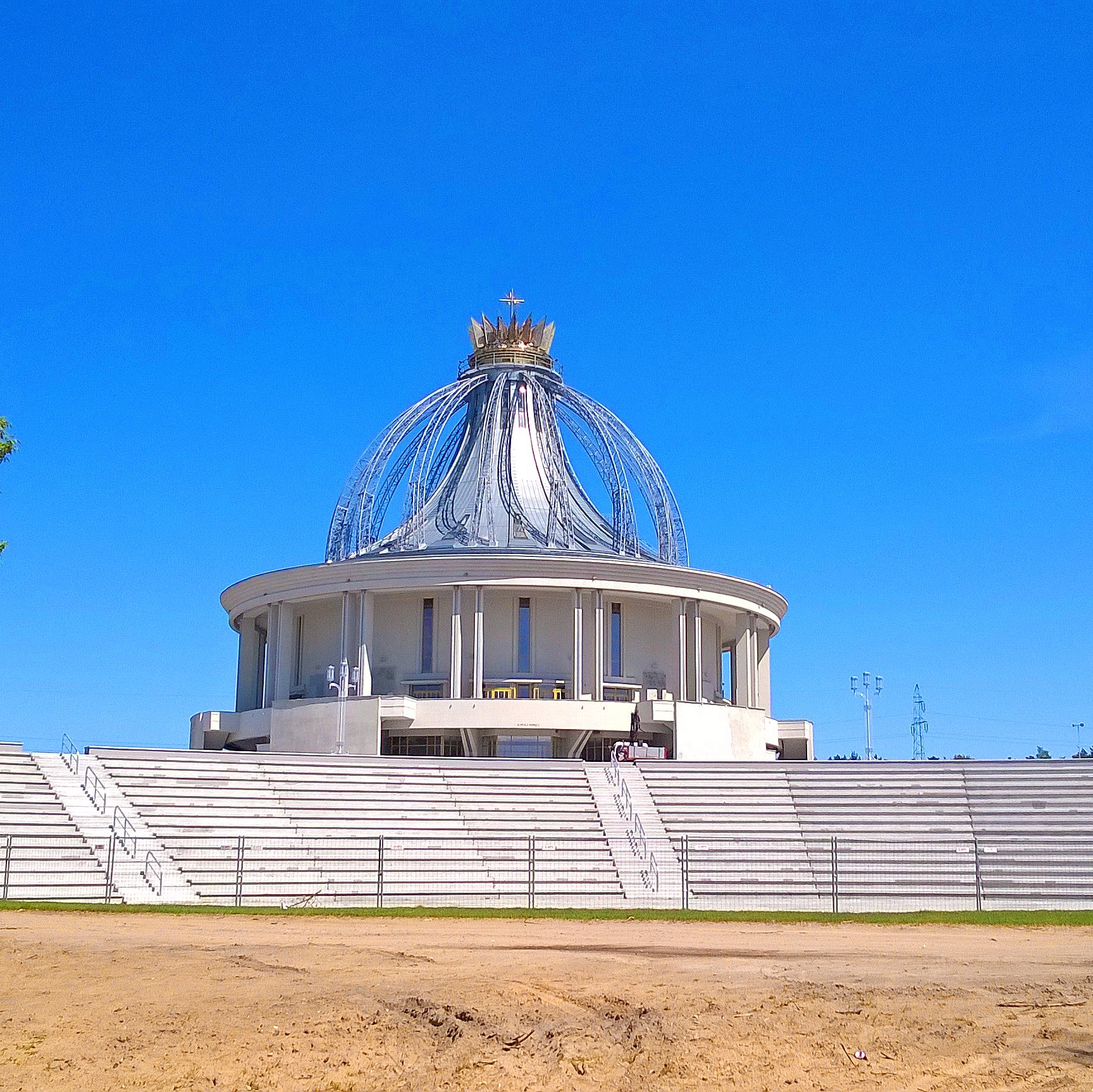
Kościół Najświętszej Maryi Panny Gwiazdy Nowej Ewangelizacji i św. Jana Pawła II w Toruniu

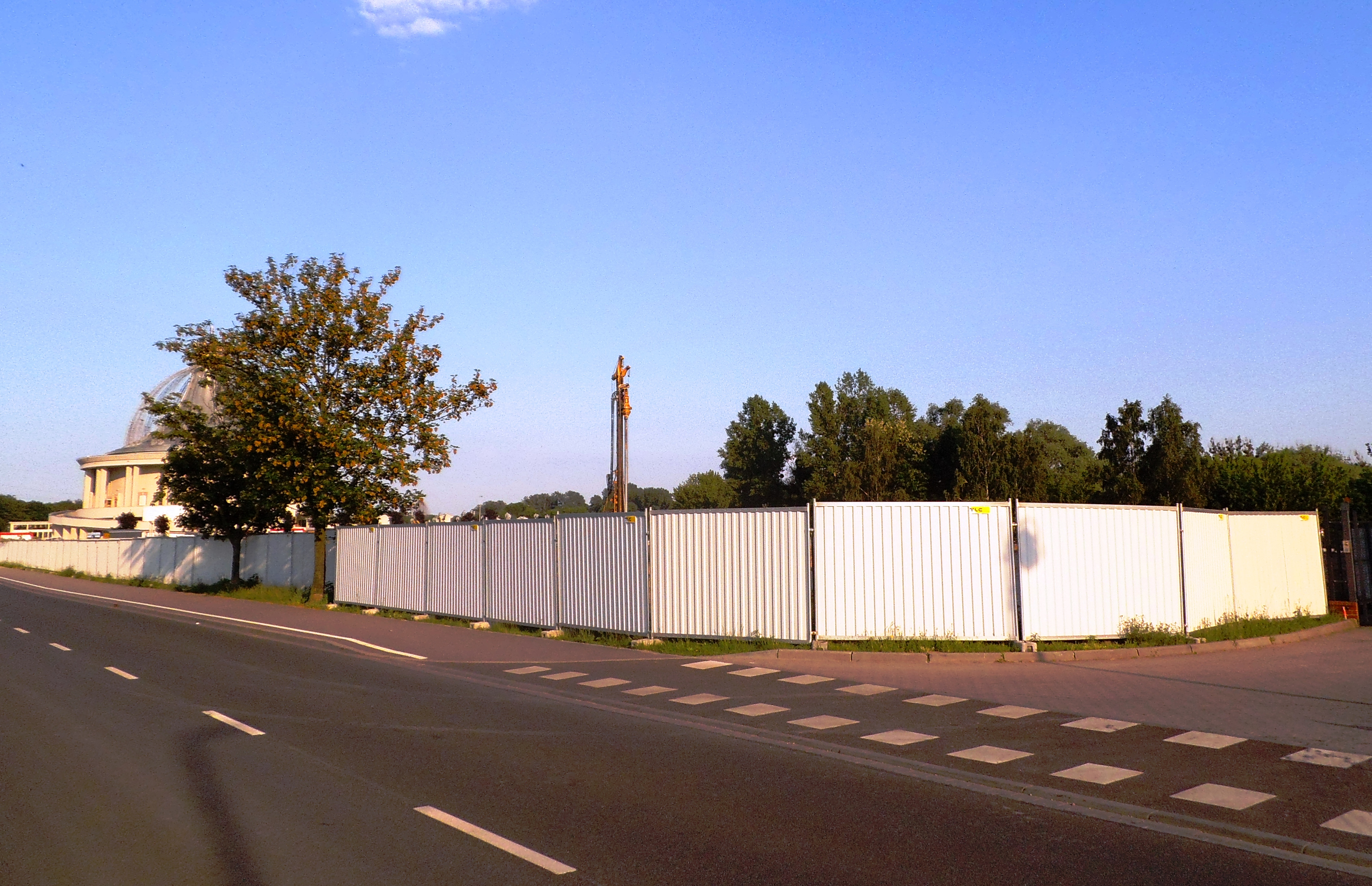
Muzeum Pamięć i Tożsamość im. św. Jana Pawła II w Toruniu (w budowie)

Fundacja „Lux Veritatis” (łac. światło prawdy) – fundacja założona w 1998 przez redemptorystów o. Jana Króla i o. Tadeusza Rydzyka, nadawca Telewizji Trwam, realizator geologicznych prac poszukiwawczych w Toruniu (tzw. geotermia), współwłaściciel marki usług telefonicznych W naszej Rodzinie.

## Historia
13 marca 2003 fundacja uzyskała dziesięcioletnią koncesję na nadawanie programu drogą satelitarną telewizji "Trwam". Spośród dziewięciu członków Krajowej Rady Radiofonii i Telewizji trzy osoby wstrzymały się od głosu. 16 lipca 2012 KRRiT podjęła decyzję o przedłużeniu koncesji nadawanie programu telewizyjnego TV Trwam na kolejne 10 lat - do marca 2023 roku.
21 kwietnia 2006 Fundacja uzyskała od ministra środowiska koncesję na przeprowadzenie projektu Prace geologiczne dla poszukiwania i wstępnego ustalenia zasobów eksploatacyjnych wód termalnych z utworów wapienia muszlowego lub liasu w Toruniu wraz z określeniem warunków hydrogeologicznych w związku z wtłaczaniem wód do górotworu w interwale utworów wapienia muszlowego lub liasu w Toruniu – otwór TG1. Inwestycja kosztująca 27,3 mln złotych zakończyła się sukcesem i umożliwia dostarczanie 320 m³ wody o temperaturze 61 °C na godzinę.
W 2010 wspólnikiem firmy Geotermia Toruń, której udziały w większości należą do Fundacji, została luksemburska spółka SKOK Holding S.à.r.l. odgrywająca kluczową rolę w systemie spółdzielczych kas oszczędnosciowo-kredytowych (SKOK). SKOK Holding S.à.r.l. jest również powiązany organizacyjnie ze spółką Polskie Sieci Cyfrowe Sp. z.o.o. - operatorem telefonii komórkowej „w naszej Rodzinie".
W 2011 Fundacja rozpoczęła budowę kościoła w Toruniu (wotum wdzięczności za Jana Pawła II). W 2012 Fundacja otrzymała zgodę na budowę aquaparku w Toruniu.
W styczniu 2012, ze względu na zadłużenie Fundacji Lux Veritatis (na koniec 2010 majątek fundacji wynosił 90 mln 320 tys. zł, zadłużenie wynosiło 68 mln 593 tys. zł) oraz utrzymujące się straty na działalności (2008 - 5560 tys. zł, 2009 - 5045 tys. zł, 2010 - 5285. tys. zł) ) obsługiwane przez zmniejszający się poziom datków (2008 - 20697 tys. zł, 2009 - 16639 tys. zł, 2010 - 14622 tys. zł) Krajowa Rada Radiofonii i Telewizji podtrzymała decyzję o odmowie udzielenia koncesji na nadawanie Telewizji Trwam drogą naziemną sygnałem cyfrowym (tzw. multipleks). Decyzję KRRiT fundacja zaskarżyła przed Wojewódzkim Sądem Administracyjnym w Warszawie, ale sąd skargę oddalił.
5 lipca 2013 Krajowa Rada Radiofonii Telewizji przyznała Fundacji koncesję na rozpowszechnianie programu telewizyjnego drogą rozsiewczą naziemną w sposób cyfrowy. Stało się to możliwe dzięki wystawieniu Fundacji promesy kredytowej na kwotę 15 mln zł przez SKOK im. Franciszka Stefczyka, której Fundacja stała się wcześniej członkiem.
W latach od 2011 do 2015 fundacja Lux Veritatis otrzymywała corocznie „Certyfikat wiarygodności biznesowej - złoty” wystawiany przez międzynarodową agencję informacji gospodarczej Bisnode.
Według raportu European Parliamentary Forum for Sexual and Reproductive Rights, w latach 2009-2018 Lux Veritatis wydała 83 miliony dolarów na walkę z gender: czwarte miejsce na liście sponsorów.
Prezesem Zarządu Fundacji jest o. Tadeusz Rydzyk, członkami Zarządu o. Jan Król i Lidia Kochanowicz-Mańk.

## Proces sądowy
7 czerwca i 3 listopada 2016 roku Sieć Obywatelska Watchdog Polska złożyła do fundacji Lux Veritatis wniosek o udostępnienie informacji dotyczących przedsięwzięć finansowanych ze środków publicznych od 2008 do 2016 roku oraz jakie wydatki fundacja poczyniła wykorzystując owe środki w 2016 roku. Wobec braku odpowiedzi, Stowarzyszenie wniosło sprawę do Wojewódzkiego Sądu Administracyjnego w Warszawie. Zgodnie z obowiązującym w Polsce prawem organizacje publiczne mają obowiązek udostępniania danych dotyczących publicznych wydatków. Sąd ukarał fundację grzywną 1 tys. zł i nakazał udostępnienie żądanych danych. „Lux Veritatis” przesłał informacje, były one jednak niepełne. O możliwości naruszenia artykułu 23 ustawy o dostępie do informacji publicznej Sieć Watchdog zawiadomiła prokuraturę. Ta początkowo odmówiła wszczęcia postępowania, a następnie dwukrotnie je umorzyła. 
W zaistniałej sytuacji Sieć złożyła do sądu subsydiarny akt oskarżenia przeciwko członkom zarządu Fundacji Lux Veritatis, zarzucając im popełnienie przestępstwa z art. 23 ustawy o dostępie do informacji publicznej oraz niedopełnieniu obowiązków funkcjonariuszy publicznych. 24 marca 2022 roku wolski sąd rejonowy w Warszawie wydał wyrok, w którym uniewinnił  Tadeusza Rydzyka oraz Jana Króla, od zarzutów dotyczących nieujawnienia informacji publicznej. Trzecia oskarżona, Lidia Kochanowicz-Mańk, została skazana za nieudostępnienie informacji publicznej na trzy miesiące pozbawienia wolności w zawieszeniu na rok oraz 3 tys. zł grzywny. Dodatkowo sąd zobowiązał ją do udostępnienia informacji publicznej zgodnie z prośbą Sieci Obywatelskiej. Wyrok jest nieprawomocny.
28 września 2022 r. Sąd Okręgowy w Warszawie uchylił w całości wyrok w sprawie Fundacji oraz Lidii Kochanowicz-Mańk. 